# Dorieus
Pour l'athlète, voir Dorieus de Rhodes.
Dorieus est un fils du roi de Sparte Anaxandridas II, de la famille des Agiades, ayant vécu au VIe siècle av. J.-C. Il est connu pour sa lutte contre Carthage punique et pour avoir échoué à fonder des colonies. Il est principalement évoqué par Hérodote dans le livre V des Histoires.

## Famille
Dorieus est le fils d'Anaxandridas II, le demi-frère de Cléomène Ier, le frère aîné de Léonidas Ier et de Cléombrote Ier.

## Expéditions
Lorsque son demi-frère devient roi de Sparte, Dorieus monte une expédition pour tenter d'installer une colonie dans la zone des Syrtes en Libye. Il en est chassé par les Carthaginois et rentre à Sparte.
Il décide ensuite d'aller en Sicile. Il se pourrait qu'il ait participé à la conquête de Crotone par Sybaris, que l'on date généralement vers 510 avant notre ère.
Arrivé dans la région du mont Eryx, Dorieus est attaqué par les Ségestins et les Carthaginois, qui le tuent ainsi que la majorité de ses compagnons.